# Roppe (gemeente)
Roppe (Duits: Rotbach) is een gemeente in het Franse departement Territoire de Belfort (regio Bourgogne-Franche-Comté) en telt 761 inwoners (2005). In het Elzassisch of het Duits heette de plaats vroeger Roppach of Rotbach.
De gemeente maakt deel uit van het arrondissement Belfort en sinds 22 maart 2015 tot het kanton Valdoie. Daarvoor maakte het deel uit van het kanton Offemont, dat op die dag opgeheven werd.
In de gemeente ligt Fort Roppe.

## Geografie
De oppervlakte van Roppe bedraagt 7,4 km², de bevolkingsdichtheid is 102,8 inwoners per km².
De onderstaande kaart toont de ligging van Roppe (gemeente) met de belangrijkste infrastructuur en aangrenzende gemeenten.

## Demografie
Onderstaande figuur toont het verloop van het inwonertal (bron: INSEE-tellingen).